# فرن الشباك
فرن الشباك هي منطقة لبنانية تقع في الضاحية الجنوبية الشرقية لمدينة لبيروت، تحديدا في قضاء بعبدا في محافظة جبل لبنان. تُعدّ من الأحياء الحيوية التي تجمع بين الطابع السكني والتجاري، وتتميز بوجود مجموعة متنوعة من الاسواق التجارية، المطاعم، والمقاهي التي تجزب السكان المحليين والزوار، واشهرهم سوق فرن الشباك الشهير، الذي هو من أهم الأسواق التجارية في محيط العاصمة بيروت.

## تاريخ القرية
سنة ١٨٦٠ عندما قرر الاجداد مغادرة قرية ألشوير القابعة أسفل بلدة ظهور ألشوير، فتوجه كل من عبدو وناصيف إلى حدود ولاية بيروت التي كانت تحت حكم العثماني وقامو بإنشاء فرن للخبز و كانو يستلمون اكياس الطحين من منطقة اللويزة المهرب ليلا من البقاع خوفا من الاتراك وينقلوها على ظهورهم إلى فرن الشباك ليتمكنوا من أطعام أهالي المنطقة وأهالي بيروت الذين كانو تحت ألبطش العثماني وكانو أهالي المنطقة ينتظرونهم.

## سبب التسمية
فرن الشباك كلمة عربيّة وقد اشار بعض الكتاب الى ان سبب التسمية يعود الى أنه قد عُمر في الحقبات السالفة أول فرن في تلك المحلة وفتح فيه شباكاً، التي تحوطها الأبنية الشاهقة من كل حدب وصوب تميزت بالمحال التجارية التي انتشرت في ارجائها كافة ، فشكل سوق "فرن الشباك" أهم الأسواق التجارية في محيط العاصمة بيروت. وتجدر الإشارة الى ان هذه المنطقة تعج بالسيارات والمشاة ولا تزال الى اليوم على الرغم من الأحداث التي تعاقبت على المنطقة خلال الأحداث اللبنانية (1975-1990) "مفتاح" لكل من يريد التسوق والتجوال في المحال التجارية كونها تضم الفروع المصرفية، وشركات التأمين، والمسارح وصالات السينما والمطاعم العربية والأجنبية، والمشاغل الحرفية.